# Campsiura javanica
Campsiura javanica är en skalbaggsart som beskrevs av Hippolyte Louis Gory och Achille Rémy Percheron 1833. Campsiura javanica ingår i släktet Campsiura och familjen Cetoniidae. Inga underarter finns listade.